# Ricarda Seifried

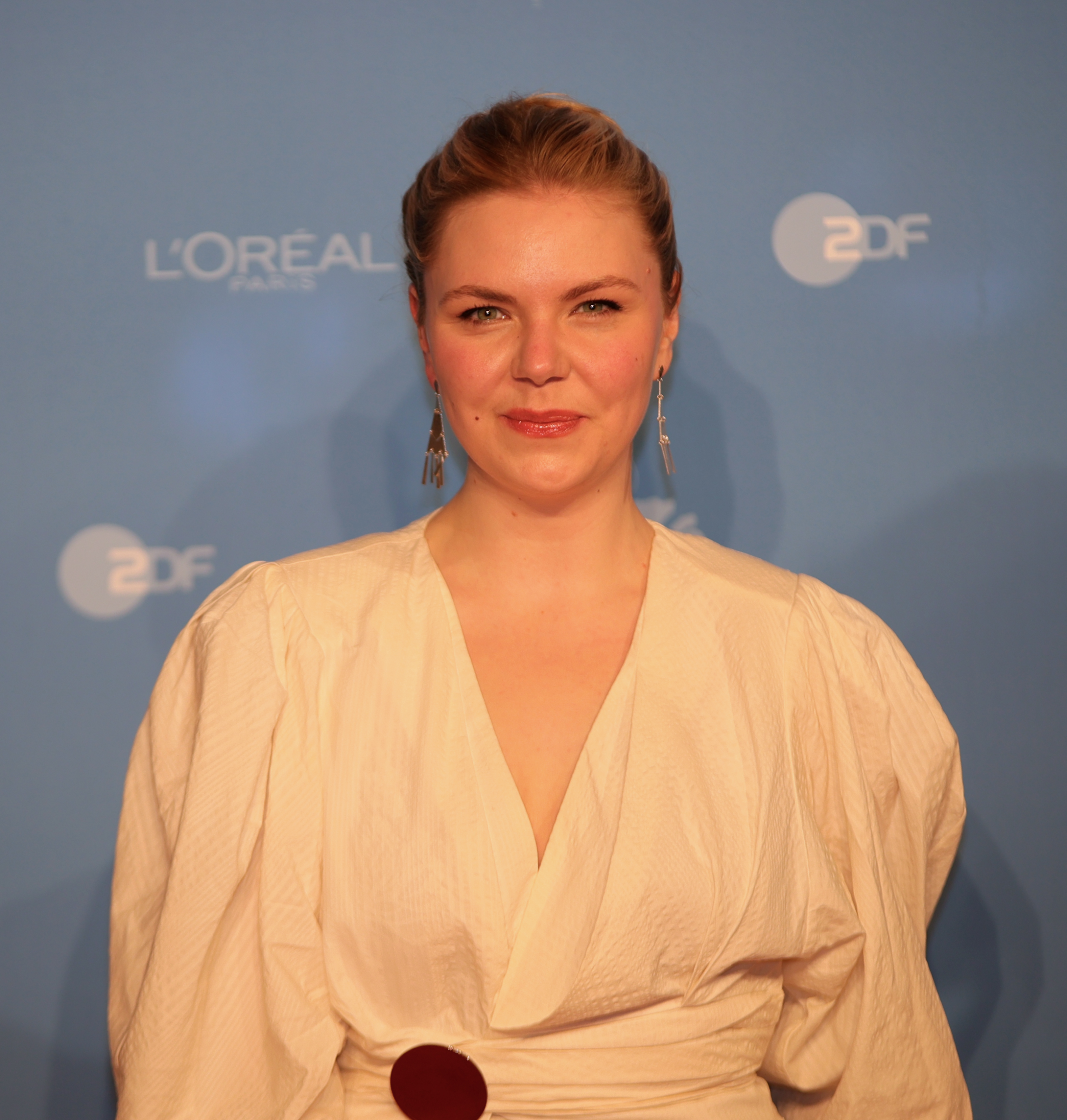
Ricarda Seifried, Berlinale 2022

Ricarda Seifried (* 1990) ist eine deutsche Schauspielerin.

## Leben
Ricarda Seifried begann ihre Schauspielausbildung 2010 an der London Academy of Music and Dramatic Art in London. Von 2014 bis 2017 absolvierte sie den Bachelor of Arts an der Bayerischen Theaterakademie August Everding in München (Hochschule für Musik und Theater München). Während ihrer Studienzeit wurde sie für den Münchner Polizeiruf 110 – Das Gespenst der Freiheit unter der Regie von Jan Bonny besetzt. Es folgten mehrere filmische Zusammenarbeiten mit dem Regisseur Jan Bonny, unter anderem 2018 die weibliche Hauptrolle im mehrfach ausgezeichneten Kinospielfilm Wintermärchen. Das NSU-Drama wurde sowohl 2018 auf dem Locarno Film Festival als auch 2019 beim Preis der Deutschen Filmkritik in mehreren Kategorien nominiert.
2019 wurde Ricarda Seifried vom Verband der deutschen Filmkritik für ihre Darbietung in Wintermärchen als beste Darstellerin nominiert.
Auch als Theaterschauspielerin war sie am Staatstheater Nürnberg, am Stadttheater Ingolstadt und bei den Luisenburg Festspielen tätig. Seit der Spielzeit 2023/24 ist sie  festes Ensemblemitglied am Stadttheater Ingolstadt.

## Filmografie
- 2015: Synthesia[10]
- 2017: Polizeiruf 110: Das Gespenst der Freiheit
- 2017: Technically Single
- 2018: Jupp, watt hamwer jemaht?[11]
- 2018: Gett Well Soon – The Horror[12]
- 2018: Wir wären andere Menschen
- 2018: Wintermärchen
- 2019: Nimm Du ihn[13]
- 2019: Hubert ohne Staller
- 2019: Servus Baby[14]
- 2020: Tatort: Wie alle anderen auch
- 2020: Frühling – Liebe hinter geschlossenen Vorhängen
- 2021: Der Überfall (TV-Krimiserie)[15]
- 2022: Axiom
- 2022: Die Glücksspieler (Fernsehserie)
- 2022: Marie Brand und der entsorgte Mann
- 2023: Deutsches Haus (Fernsehserie)

## Theater
- 2013–2014: Der König stirbt, Regie: Gabriel Stohler-Mauch, Theaterwerkstatt Charlottenburg/Volkstheater Rostock
- 2015: Hauptsache Arbeit, Regie: Mario Anderssen & Katja Wachter, Bayerische Theaterakademie August Everding
- 2016: Das Leben auf der Praca Roosevelt, Regie: Maike Bouschen, Bayerische Theaterakademie August Everding
- 2016: Der Goldene Drache, Regie: Jochen Schölch, Metropoltheater (München)
- 2017: Die Konsistenz der Wirklichkeit, Regie: Dimitri Schaad, Bayerische Theaterakademie August Everding
- 2017: Medeaphantasie, Regie: Demjan Duran, Bayerische Theaterakademie August Everding
- 2017–2018: Kasimir und Karoline, Regie: Georg Schmiedleitner, Staatstheater Nürnberg
- 2018: Ich verspreche Knokke, diverse, Regie: Demjan Duran, Bayerische Theaterakademie August Everding
- 2018: Der Krieg mit den Molchen, Regie: Karin Herrmann, HMTM Reaktorhalle
- 2019: Antigone, Regie: Kathrin Mädler, Stadttheater Ingolstadt
- 2019: Shakespeare in Love, Regie: Philip Moschitz, Luisenburg-Festspiele

## Hörspiele
- 2018: Welt fällt runter, Bayerischer Rundfunk
- 2019: Nichts was uns passiert, WDR
- 2019: Wenn wir lieben, WDR
- 2020: V-Komplex, NDR
- 2020: Die Nacht im Ewigen Licht, WDR

## Auszeichnungen
- 2017: Bundeswettbewerb deutschsprachiger Schauspielstudierender, Ensemblepreis und Publikumspreis
- 2018: Film Festival Cologne, Bester Spielfilm für Wintermärchen
- 2018: Locarno Film Festival „Internationaler Wettbewerb“, Nominierung für Wintermärchen
- 2020: Preis der deutschen Filmkritik, Nominierung Beste Darstellerin für Wintermärchen
- 2020: Preis der Deutschen Filmkritik, Bester Spielfilm 2019 für Wintermärchen
- 2020: Preis der deutschen Filmkritik, Sonderpreis Ensemble für Wintermärchen
- 2020: Preis der deutschen Filmkritik, Sonderpreis für ein Darsteller-Ensemble in Wintermärchen